# Ponta do Sol, Santo Antão
Ponta do Sol är en ort i Kap Verde.   Den ligger i kommunen Ribeira Grande, i den nordvästra delen av landet, 300 km nordväst om huvudstaden Praia. Ponta do Sol ligger 35 meter över havet och antalet invånare är 4 064. Den ligger på ön Santo Antão.
Terrängen runt Ponta do Sol är kuperad åt sydväst, men åt sydost är den bergig. Havet är nära Ponta do Sol norrut. Runt Ponta do Sol är det ganska tätbefolkat, med 62 invånare per kvadratkilometer.. Ponta do Sol är det största samhället i trakten. 
Trakten runt Ponta do Sol består till största delen av jordbruksmark.